# Jiangsu Dragons
I Jiangsu Dragons sono una società cestistica avente sede a Nanchino, in Cina. Fondata nel 1996, gioca nel campionato cinese.